# NGC 2263
NGC 2263 is een balkspiraalstelsel in het sterrenbeeld Grote Hond. Het hemelobject werd op 20 januari 1835 ontdekt door de Britse astronoom John Herschel.

## Synoniemen
- ESO 490-19
- MCG -4-16-14
- IRAS 06364-2448
- PGC 19355